# Храбузна (Шепетівський район)

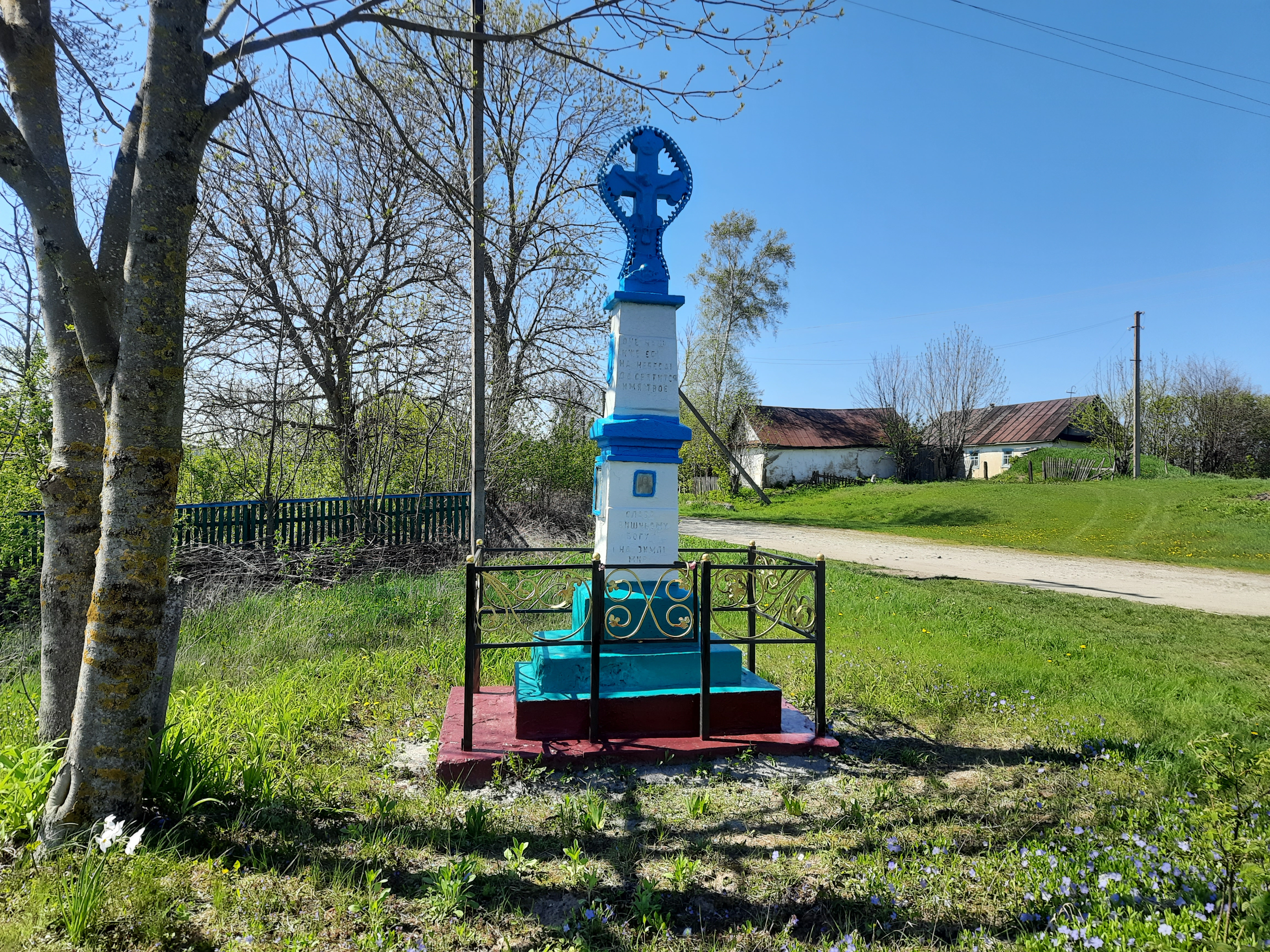
Пам'ятний хрест

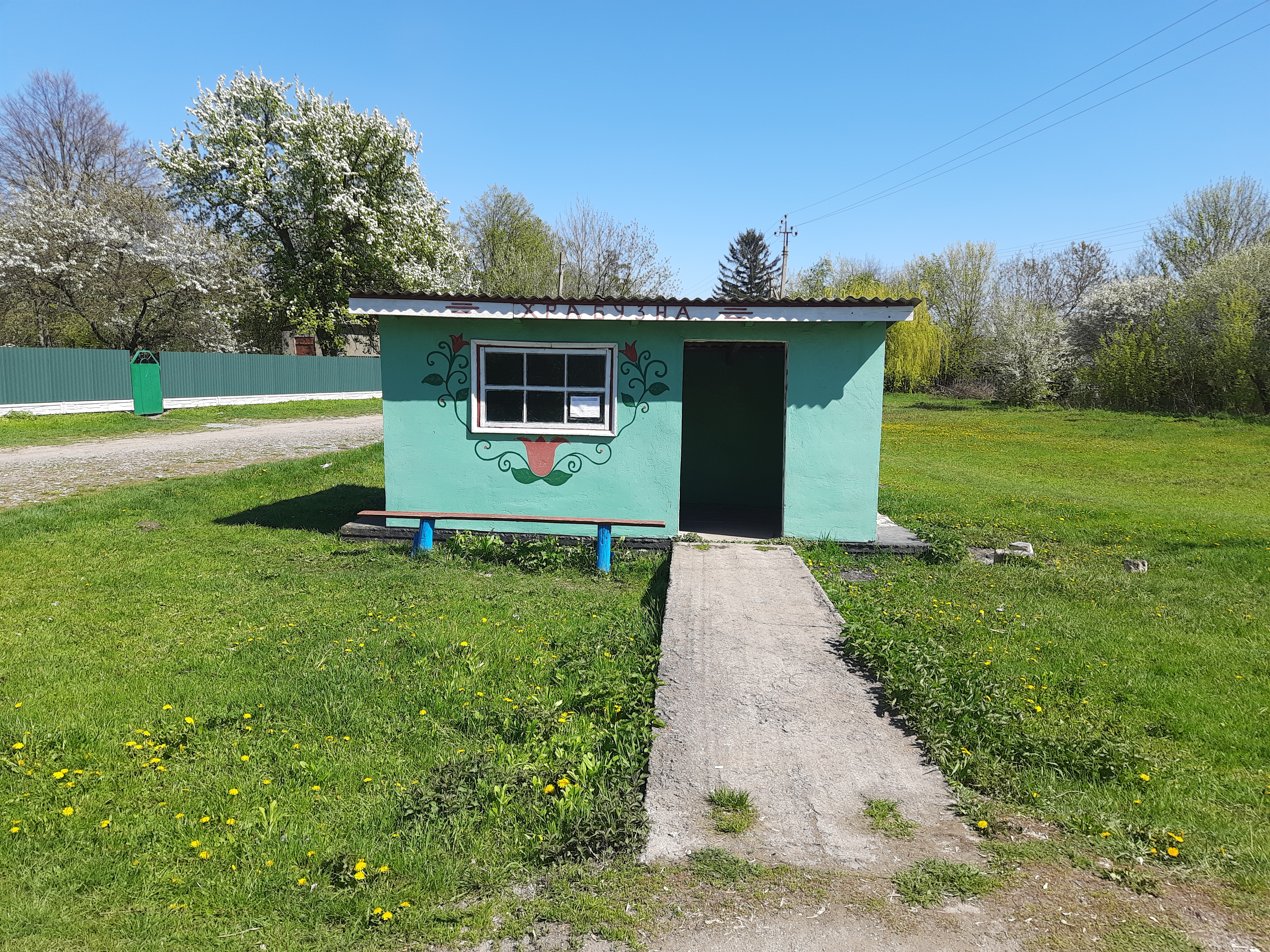
Крамничка

Храбу́зна — село в Україні, у Полонській міській громаді Шепетівського району Хмельницької області. Населення становить 117 осіб.

## Географія
Село розташоване на правому березі річки Деревички.

## Історія
Село Храбузна виникло на початку XVII століття. Перші відомості про населений пункт зафіксовано в  інвентарі 1620 року, де воно належало  маєтностям князів Острозьких. Згідно опису «… у князівських дворах після татарського нападу, зафіксовано в посесорській маєтності села Гробузна будинок та стайня. Село тоді належало до Полонської волості». [5]
У 1906 році село Деревицької волості Новоград-Волинського повіту Волинської губернії. Відстань від повітового міста 76 верст, від волості 9. Дворів 63, мешканців 306.
7 (20) листопада 1917 року, відповідно до Третього Універсалу Української Центральної Ради, увійшло до складу Української Народної Республіки.
У селі на Безіменному струмку, в середній і нижній течії, сільська громада побудувала два водяні млини, три ставки, один вітряний млин. Також було викопано три невеликих глиняних кар'єри. Жителі села на проміжку кількох століть займалися сільським господарством. Вирощували злакові і овочеві культури, доглядали худобу. У трьох ставках розводили рибу, на широких заплавах луків косили сіно, на парових землях пасли коней.
Західна частина села Храбузна здавна називалася Дубина, де за переказами тут колись росли могутні дуби, а східна — Гусадьба. У цій частині села був панський маєток, декілька красивих будинків, фруктовий сад, штучно насипаний курган, обсаджений бузком.  На маківці цього пагорбу була побудована гарна оглядова будівля. З неї пан Бакун дивився, як селяни працюють на його полях.
Після революції 1917 року всі ці будівлі було знищено. Навпроти панського маєтку радянська влада спорудила колгоспне подвір'я, де розмістила  кузню, конюшню, водонапірну вежу і два довгі хліви для худоби. У селі церкви не було, а в радянські часи лише побудовано клуб і магазин. Як по всій Україні, так і в с. Храбузна була проведена колективізація, яка супроводжувалась насиллям та розкуркуленням селян. Як наслідок, «у період Голодомору в 1933 році, в селі від голоду померло 10 жителів». [7]
У 1937 році — році масових репресій і Великого Терору, репресивний апарат не встигав виконувати поставлені завдання у знищенні «ворогів народу». Саме у цей час у с. Храбузна були репресовані Ватрас Адам Павлович — колгоспник, Кушнір Василь Сидорович — селянин-одноосібник, Лавренюк Лідія Іванівна — утриманка, Лавренюк Марина Мартинівна — селянка-одноосібниця, Лавренюк Ніна Іванівна — утриманка, Лавренюк Павло Іванович — утриманець і Шнейкерман Давид Петрович — помічник керівника Варварівського відділення цукрового радгоспу. [6]
Перед Другою світовою війною східніше села військовими інженерами Червоної Армії було  побудовано декілька бетонних  дотів у два-три поверхи у глиб землі, які мали  затримати на певний час німецьку армію. Однак, ці військові укріплення під час війни ніякої ролі не відіграли, та спротиву ворогу не чинили. В період німецької окупації насилля що до жителів не вчинялись. Однак, в період відступу німецьких військ, жителі сіл Храбузна і Воробіївка у кількості 269 осіб, були зігнані у долину і розстріляні, трупи частково спалені.
У селі Храбузна за переписом 2001 року чисельність населення складала 117 осіб. Станом на  2019 рік цей показник становив  – 57 жителів, переважаючий вік яких від 50 до 70 років. У 70 — 80 рр. ХХ ст. на вулиці Вітчизняній було 39 садиб, а на вулиці Гагаріна — 20.  Населений пункт належить до Полонської міської громади.
Село Храбузна розташоване на південному сході Полонського району, його загальна площа становить 9,8 га, обабіч нього пролягає дорога Кременець-Любар-Житомир-Київ, яка на мапі позначається як Р-32. Західніше села протікає річка Деревичка, що завдовжки досягає 53 км, а площа басейну становить 327 км кв, вона є лівою притокою Случі, до якої впадає невеличкий Безіменний струмок, він збирає свої води з джерел, мочарів з досить глибокої долини у нижній течії і пологій — у верхній. У середній течії цього струмка розкинувся ставок, який завдовжки досягає 350 м, а завширшки в окремих місцях до 150 м, він неглибокий, бо у західній частині його плеса глибина сягає 1,5 м, на сході –  70 см і на дні досить багато мулу.

## Населення

### Мова
Розподіл населення за рідною мовою за даними перепису 2001 року:
| Мова       | Кількість | Відсоток |
| ---------- | --------- | -------- |
| українська | 117       | 100%     |

## Природа
Село Храбузна розташоване «у Случ-Хоморському геоморфологічному районі, який займає простір між двома названими річками і характеризується зростанням абсолютних висот з півночі на південь від 270 м поблизу річки Хомори до 330 м біля Случі»[1]. Висота над рівнем моря села Храбузна становить 266 м. «Цей геоморфологічний район значно розчленований мережею річок і балок, тут є глибокі врізи долин, які часто досягають кристалічного фундаменту Подільського кристалічного щита, особливо це спостерігається на схід від лінії Гриців — Старокостянтинів». [1]. Така ж закономірність розчленованості поверхні, але не до кристалічного фундаменту виражена між річками Деревичка та Случ, тому і в селі Храбузна можна бачити на окремих ділянках справжнє горбогір'я. Цікаво, що глибоке та часте балочне членування поверхні цієї території сприяло появі в ньому масивів дібровних лісів, під якими утворилися опідзолені чорноземи, а місцями навіть темно-сірі опідзолені ґрунти. Через те що ліси з віками вирубувалися, то тепер на їх місці орні землі, на яких значно посилилася площинна і лінійна водна ерозія ґрунту, яка нині добралася до материнських порід. На чотирьохсот га землі села Храбузна можна спостерігати таку саму закономірність, яка характерна в цілому для геоморфологічного району.
У геоботанічному відношенні село Храбузна розташоване в Старокостянтинівському або Уланівському районі, на території якого колись в основному переважали остепнені луки і лучні степи, які тепер майже повністю перетворені на поля з глибокими та опідзоленими чорноземами. Проте поблизу села на відстані 2,5 км розкинувся Браженецький ліс, який за видовим складом все-таки належить до грабово-дубового лісу. Тут є нарушені та ненарушені деревостани, останні з них двоярусні. Зазвичай перший ярус складає дуб звичайний за участю ясена звичайного, явора, клена гостролистого. Основу другого ярусу становить переважно граб звичайний, до нього домішується клен польовий, липа звичайна, берест, осика, черешня, де-не-де яблуня лісова, груша звичайна. У підліску можна бачити ліщину, дерен, бруслину європейську, клокичку перисту, глід одноматочковий і свидину. Дуже рідко проте трапляються шипшина собача, клен татарський, жимолость пухната, черемха звичайна, жостер, бузина чорна, та вовчі ягоди звичайні. Трав'яний покрив у такому лісі досить густий, його основу складають підлісник європейський, зеленчук жовтий, грястиця збірна, копитняк європейський, маренка запашна, зірочник лісовий, безщитник жіночий і перлівка поникла.
У верхів'ї Безіменного  струмка зберігся вторинний ясеновий лісок, у якому переважає ясен звичайний, клен гостролистий, явір, клен польовий, берест, груша звичайна та яблуня лісова. У підліску вдається бачити ліщину, клен татарський, шипшину собачу, бузину чорну. У трав'яному покриві трапляється ожина сиза, медунка маленька, суниця лісова, трава пахуча і звичайна.
У межах земель села Храбузна за ландшафтно-екологотипологічним принципом можна виділити такі малі зооценози: зооценоз оброблювальних угідь, суходільних лук і пасовищ, водно-болотяний зооценоз, зооценоз широколистяних лісів.
У зооценозі оброблювальних угідь, суходільних лук і пасовищ вдається бачити серед земноводних ропуху сіру, жабу трав'яну, часничницю звичайну, а серед плазунів — ящірку прудку і живородну, вужа звичайного.
Панівними видами серед птахів є грак, крук, сорока, ворона сіра, горобець польовий та хатній, куріпка сіра, зимняк, пуночка, коноплянка, сорокопуд, посмітюха, щиглик, вівсянка, шпак, жайворонок, ластівка сільська, щеврик, одуд, сиворакша, канюк, лунь, горлиця та перепел.
До ссавців цього зооценозу належать кріт, їжак, білозубка, тхір, ласка, заєць-русак, лисиця, миша польова, мала, хатня, хом'як, полівка, сарна та свиня дика.
У водно-болотяному зооценозі мешкають серед риб короп, карась, щука, плітка, йорж, окунь, в'юн, лящ, верховодка, лин, бичок, у минулому були сом і в'язь.
Земноводні зазначеного зооценозу особливо численні у весняно-літній період, серед них можна бачити жабу ставкову, кумку червоночереву, тритона звичайного і тритона гребенястого.
Серед птахів найчастіше у поле зору потрапляють крижень, чирянка велика і мала, лелека білий, бугай, вівсянка очеретяна, квак, кобилочка річкова, крячок малий, курочка водяна, лиска, лунь лучний, очеретянка лучна, плиска біла, чапля сіра, чапля руда і навіть лебідь шипун.
У цьому зооценозі серед ссавців вдається побачити нічницю велику, водяну і ставкову, пацюка, бобра річкового, крота, видру річкову, лисицю, ондатру, ласку, зайця-русака.
У зооценозі широколистяних лісів поблизу с. Храбузна зустрічаються серед земноводних жаба трав'яна і жаба гостроморда, кумка червоночерева і квакша, ропуха звичайна і ропуха зелена. У Браженецькому і Лабуньському лісах влітку та восени у сирих місцях під гнилими колодами, купами хмизу трапляється скупчуються звичайних тритонів та гребінчастих тритонів.
Серед плазунів у цьому зооценозі розповсюджені спорадично ящірка прудка, ящірка живородяща, веретільниця, вуж звичайний, вуж водяний, зрідка гадюка звичайна і навіть зустрічається  мідянка.
У тутешній лісовій орнітофауні особливо виділяються вівчарик весняний, вільшанка, вивільга, горихвістка звичайна, грак, дятел великий, дятел малий, зеленяк, зозуля звичайна, зяблик, канюк звичайний, крук, мухоловка сіра, підкоришник, пугач, синиця блакитна, синиця велика, снігур, сова сіра, сойка, соловей східний, сорока, чиж, шуліка чорний, щеврик лісовий і яструб малий.
Фауна ссавців довколишніх лісів представлена такими видами як вивірка звичайна, вовчок лісовий, вовк сірий, заєць-русак, їжак звичайний, кіт лісовий, сарна, кріт, куниця лісова, ласка, лисиця, лось, миша лісова, полівка руда лісова та свиня дика. 
З інвентарем 1620 р. маєтностей князів Острозьких, що описував князівські двори після татарського нападу, зафіксовано в посесорській маєтності села Гробузна будинок та стайня. Село тоді належало до Полонської волості.
Село постраждало в часі Голодомору 1932—1933 років, за різними даними, померло приблизно 10 чоловік.
12 червня 2020 року, відповідно до розпорядження Кабінету Міністрів України № 727-р «Про визначення адміністративних центрів та затвердження територій територіальних громад Хмельницької області», увійшло до складу Полонської міської територіальної громади.
19 липня 2020 року, в результаті адміністративно-територіальної реформи та ліквідації Полонського району, село увійшло до складу Шепетівського району.

## Відомі особистості
В поселенні народилися:
- Говорун Валентин Давидович (* 1964 р.) — поет, краєзнавець, педагог.
- Кушнір Євген Пилипович (1940—1996 рр.) — полковник Збройних сил СРСР, командир ракетного полку (ракети середньої дальності), нагороджений орденом «Червоної зірки» та багатьма медалями.